# Coppa panamericana femminile di pallavolo 2002
La I Coppa panamericana femminile di pallavolo si è svolta dal 26 al 30 giugno 2002 a Tijuana, in Messico. Al torneo hanno partecipato 7 squadre nazionali nordamericane e sudamericane e la vittoria finale è andata per la prima volta a Cuba, la quale si è qualificata di diritto al World Grand Prix 2003.

## Squadre partecipanti
| - Argentina - Canada - Cuba - Messico - Porto Rico - Rep. Dominicana - Stati Uniti |

## Gironi
| Gruppo A                           | Gruppo B                          |
| ---------------------------------- | --------------------------------- |
| Canada Cuba Porto Rico Stati Uniti | Argentina Messico Rep. Dominicana |

## Fase finale

### Finali 1º e 3º posto
|  | Semifinali      | Semifinali      | Semifinali      |                 |      | Finale 1º/2º posto | Finale 1º/2º posto | Finale 1º/2º posto |  |
|  |                 |                 |                 |                 |      |                    |                    |                    |  |
|  | Cuba            | Cuba            | 3               |                 |      |                    |                    |                    |  |
|  | Cuba            | Cuba            | 3               |                 |      |                    |                    |                    |  |
|  | Messico         | Messico         | 0               |                 |      |                    |                    |                    |  |
|  | Messico         | Messico         | 0               |                 | Cuba | Cuba               | 3                  |                    |  |
|  |                 |                 |                 |                 | Cuba | Cuba               | 3                  |                    |  |
|  |                 |                 | Rep. Dominicana | Rep. Dominicana | 1    |                    |                    |                    |  |
|  | Rep. Dominicana | Rep. Dominicana | Rep. Dominicana | Rep. Dominicana | 1    | 3                  |                    |                    |  |
|  | Rep. Dominicana | Rep. Dominicana |                 |                 |      | 3                  |                    |                    |  |
|  | Canada          | Canada          | 0               |                 |      | Finale 3º/4º posto | Finale 3º/4º posto | Finale 3º/4º posto |  |
|  | Canada          | Canada          | 0               |                 |      |                    |                    |                    |  |
|  |                 |                 |                 |                 |      |                    |                    |                    |  |
|  |                 |                 |                 |                 |      | Messico            | Messico            | 0                  |  |
|  |                 |                 |                 |                 |      | Messico            | Messico            | 0                  |  |
|  |                 |                 |                 |                 |      | Canada             | Canada             | 3                  |  |

### Finale 5º posto
|  | Semifinali | Semifinali | Semifinali  |             |           | Finale 5º/6º posto | Finale 5º/6º posto | Finale 5º/6º posto |  |
|  |            |            |             |             |           |                    |                    |                    |  |
|  | Argentina  | Argentina  | 3           |             |           |                    |                    |                    |  |
|  | Argentina  | Argentina  | 3           |             |           |                    |                    |                    |  |
|  | Porto Rico | Porto Rico | 1           |             |           |                    |                    |                    |  |
|  | Porto Rico | Porto Rico | 1           |             | Argentina | Argentina          | 3                  |                    |  |
|  |            |            |             |             | Argentina | Argentina          | 3                  |                    |  |
|  |            |            | Stati Uniti | Stati Uniti | 0         |                    |                    |                    |  |
|  | -          | -          | Stati Uniti | Stati Uniti | 0         | -                  |                    |                    |  |
|  | -          | -          |             |             |           | -                  |                    |                    |  |
|  | -          | -          | -           |             |           | -                  | -                  | -                  |  |
|  | -          | -          | -           |             |           |                    |                    |                    |  |
|  |            |            |             |             |           |                    |                    |                    |  |
|  |            |            |             |             |           | -                  | -                  | -                  |  |
|  |            |            |             |             |           | -                  | -                  | -                  |  |
|  |            |            |             |             |           | -                  | -                  | -                  |  |

## Classifica finale
| Classifica | Squadre         | Qualificazione        |
| ---------- | --------------- | --------------------- |
|            | Cuba            | World Grand Prix 2003 |
|            | Rep. Dominicana |                       |
|            | Canada          | World Grand Prix 2003 |
| 4          | Messico         |                       |
| 5          | Argentina       |                       |
| 6          | Stati Uniti     |                       |
| 7          | Porto Rico      |                       |